# Roanoke (rzeka)
Roanoke – rzeka we wschodnich Stanach Zjednoczonych, na terenie stanów Wirginia oraz Karolina Północna. Długość 612 km. Średni przepływ u ujścia 220,9 m³/s.
Źródła rzeki znajdują się w Paśmie Błękitnym, a uchodzi ona do zatoki Albemarle Sound (Ocean Atlantycki).
Roanoke jest rzeką żeglowną na długości 300 km. Na tej rzece utworzono kilka zbiorników retencyjnych.
Główny dopływ rzeki to Dan.